# Niżnij Rieut
Niżnij Rieut (ros. Нижний Реут) – wieś (ros. село, trb. sieło) w zachodniej Rosji, w sielsowiecie rusanowskim rejonu fatieżskiego w obwodzie kurskim.

## Geografia
Miejscowość położona jest nad Rieutem (lewy dopływ Żeleni w dorzeczu Swapy), 11 km od centrum administracyjnego sielsowietu (Basowka), 12 km na północny zachód od centrum administracyjnego rejonu (Fatież), 57 km na północny zachód od Kurska, 6 km od drogi magistralnej (federalnego znaczenia) M2 «Krym» (część trasy europejskiej E105).
We wsi znajduje się 114 posesji.
Klimat
Miejscowość, jak i cały rejon, znajduje się w strefie klimatu kontynentalnego z łagodnym ciepłym latem i równomiernie rozłożonymi opadami rocznymi (Dfb w klasyfikacji klimatów Köppena).

## Demografia
W 2010 r. wieś zamieszkiwało 136 osób.